# Peter Onneken
Peter Onneken (* 1975 in Frankfurt am Main) ist ein deutscher investigativer Wirtschaftsjournalist und Filmemacher.

## Beruflicher Werdegang
Onneken studierte ab 1994 Politikwissenschaften (Diplom) und Soziologie (Master) an der Universität Frankfurt am Main, der Universität Leicester und der Universität Lund. Er absolvierte ein Volontariat beim Hessischen Rundfunk. Von 2000 bis 2001 arbeitete er für Bloomberg TV in London und Frankfurt am Main. Seitdem ist er als freier Fernsehjournalist tätig. 2007 absolvierte er eine Auslandsstation bei CNN in Atlanta (CNN Presents) und New York City und hat dort im Team von Anderson Cooper an dessen Sendung Anderson Cooper 360° mitgewirkt. Von 2008 bis 2012 war er Chef vom Dienst beim Wirtschaftsmagazin mex des Hessischen Rundfunks.

## Wirken
Unter anderem produzierte Onneken von 2003 bis 2005 eine Serie von 25 Dokumentarfilmen unter dem Titel 25 Tage in Europa, wofür er im Jahr 2006 einen Journalistenpreis erhielt. Für seine 2013 veröffentlichte Dokumentation Ausgeliefert! Leiharbeiter bei Amazon wurde Onneken mit drei Filmpreisen ausgezeichnet. Im Jahr 2017 veröffentlichte er zusammen mit Diana Löbl eine vierteilige Reportage über den Aufstieg der Rechten – Teil I: Die Identitäre Bewegung, Teil II: Europas Populisten, Teil III: Frauen von Rechts, Teil IV: Antworten auf rechtsextreme Aktionen. Aktuell (Stand 2018) arbeitet Onneken für die ARD-Fernsehmagazine Monitor und Plusminus.
Onneken verfasste im Jahr 2018 zum Schein eine angeblich wissenschaftliche Studie und veröffentlichte sie im Global Journal of Health Science, einer, vom Canadian Center of Science and Education herausgegebenen, sogenannten Open-Access-Zeitschrift, die vorgibt, durch das Verfahren eines Peer-Review qualitätsgesichert zu sein. Zuvor hatte er seine Studie als angeblicher Forschungsleiter vom – nicht existierenden – Kölner Institut für Diät und Gesundheit bereits im Journal of Nutrition & Food Sciences veröffentlicht.
Im Mai 2018 nahm er am 7. Weltkongress für Brustkrebs (7th World Congress on Breast Cancer, veranstaltet von Omics) in Frankfurt teil und hielt dort ohne jegliche medizinische Ausbildung und unter einer wiederum gefälschten Biografie einen Vortrag mit dem Titel The impact of Salvia hispanica L. enhanced nutrition on breast cancer prevention.
Seine Erfahrungen dokumentierte er in einer Fernsehreportage mit dem Titel Betrug statt Spitzenforschung – Wenn Wissenschaftler schummeln.

## Auszeichnungen
- 2006: Deutsch-Polnischer Journalistenpreis (Kategorie Fernsehen) für 25 Tage in Europa
- 2007: Arthur F. Burns Fellowship
- 2013: Friedrich Vogel-Preis für Wirtschaftsjournalismus (Kategorie Fernsehen) für Ausgeliefert! Leiharbeiter bei Amazon[12]
- 2013: Helmut-Schmidt-Journalistenpreis (2. Preis) für Ausgeliefert! Leiharbeiter bei Amazon[12]
- 2014: Deutscher Civis Fernsehpreis (Bereich Information, non fiction) für Ausgeliefert! Leiharbeiter bei Amazon[13]
- 2016: Deutscher Wirtschaftsfilmpreis (1. Preis. Kategorie Wirtschaftsfilm) für  "MONITOR: Neue Enthüllungen zum Abgasskandal"
- 2019: Journalistenpreis „Evidenzbasierte Medizin in den Medien“ für Betrug statt Spitzenforschung – Wenn Wissenschaftler schummeln, WDR am 24. Juli 2018, mit Daniele Jörg

## Filmografie (Auswahl)
- 2006: 25 Tage in Europa
- 2013: Ausgeliefert! Leiharbeiter bei Amazon
- 2017: Aufstieg der Rechten – vierteilige Reportage in der WDR-Sendereihe Weltweit (gemeinsam mit Diana Löbl)